# Telekantus
Telekantus (łac. telecanthus) – mała wada wrodzona (cecha dysmorficzna) polegająca na zwiększonej odległości między wewnętrznymi kątami oczu. Gałki oczne ustawione są względem siebie prawidłowo i wymiar międzyźreniczy jest prawidłowy (w przeciwieństwie do hiperteloryzmu), a wada polega na przemieszczeniu wewnętrznego kąta oka do zewnątrz. Telekantus sprawia często wrażenie zeza zbieżnego.